# Vườn tràm
Vườn tràm hay rừng tràm là các phạm vi đất đai trồng tràm lấy gỗ do hộ nông dân, doanh nghiệp quản lý ở Nam Bộ và miền Trung. Đất do hộ nông dân quản lý thường có đặc điểm diện tích nhỏ, rời rạc; đất do doanh nghiệp quản lý thường có diện tích lớn hơn nhiều nên thường được gọi là rừng tràm. Trồng tràm được kết hợp với việc trồng lúa, góp phần cung cấp thêm nguồn lợi cho đời sống nông dân. Vườn tràm của nông dân cũng là một hình thức trong việc khoán rừng mà nhà nước giao cho nông dân hay công nhân trên phạm vi cả nước.

## Sản xuất kết hợp và việc quản lý
Người nông dân ở Tây Nam Bộ chủ yếu thuộc các khu vực phía bắc, họ thường sống bằng sản xuất nông-lâm kết hợp. Đất đai của họ bao gồm ruộng lúa và vườn tràm...; vừa canh tác lúa hằng năm vừa có thể đốn cây lấy gỗ để kiếm thêm cho cuộc sống. Tràm cũng được nông dân trồng để giải quyết đất bỏ hoang vì bất kỳ lý do nào mà người dân không sử dụng để canh tác. Một số địa phương trồng tràm nhưng không có đồng ruộng lúa xen kẽ mà là các cánh đồng trồng khóm, như khu vực Tân Phước của Tiền Giang; hoặc là cánh đồng trồng sen, như ở Đồng Tháp. Sản xuất vườn tràm cũng kết hợp với khu vực nuôi thả cá.
Bên cạnh việc khai thác nhiều cánh rừng tràm lớn thuộc quyền của doanh nghiệp còn có các cánh rừng tràm của các khu vực trại giam của công an, hoặc doanh trại của quân đội. Việt Nam và Indonesia là hai quốc gia có diện tích trồng tràm lớn. Tại Indonesia, việc trồng, khai thác, bảo vệ tràm được thực hiện bởi các hộ nông dân, chủ trang trại, doanh nghiệp nhà nước.

## Đặc điểm sinh thái
Vườn tràm trên vùng đồng bằng sông Cửu Long vốn có địa hình bằng phẳng; diện tích nhỏ bé tương đương như diện tích những khoảnh ruộng lúa, diện tích chỉ vài ha đến vài chục ha, ở những khu vực dân cư thưa thớt nông dân có thể sở hữu những vườn tràm rộng lớn hơn, có thể lên đến hàng trăm ha. Vườn tràm phân bổ rời rạc theo quyền quản lý của từng hộ nông dân. Chúng do đó thường xen kẽ với các cánh đồng lúa. Một số vườn tràm thường hình thành trên các khu vực bị tình trạng phèn chua quá mức để có thể canh tác. Đất đai vườn tràm thường được người nông dân xẻ theo từng líp, bề ngang khoảng 4 m, mương nước song song khoảng 1,3 m. Một số vườn tràm không xẻ theo líp vẫn được đào mương nước 1,5 m và cách khoảng các mương tầm 10 - 15 m.

Một cánh rừng tràm lấy gỗ tại Tân Hiệp, Thạnh Hóa, Long An

Các vườn tràm thường trồng chủ yếu là chi tràm: tràm Úc, tràm nước, nhiều giống tràm ta khác; bạch đàn trắng,...Có nhiều loài thực vật khác thường xuất hiện trong vườn tràm và cạnh tranh chất dinh dưỡng trong đất đai với tràm. Chúng chủ yếu gồm hai loại, cỏ mặt đất và dây leo. Cỏ mặt đất như: cỏ năng, cỏ ống, cỏ mồm, cỏ bàng...; dây leo như: dây chọi...ngoài ra còn có loài các cây bụi: cây mua...
Do chức năng chủ yếu là để sản xuất kinh tế, vườn tràm thường xuyên bị khai thác, khi cây có chiều cao và kích cỡ nhất định sẽ bị đốn hạ. Mảng thực vật vì vậy thường có chiều cao thấp. Diện tích nhỏ và thường xuyên bị khai thác nên tổng thể vườn tràm nghèo nàn về mặt sinh học. Chúng cũng được xem là có ý nghĩa môi trường nhưng không có ý nghĩa bảo tồn, mặc dù thường xuyên cò, vạc và các loài chim kéo đến kiếm ăn. Vườn tràm như thế giống các sân chim nhỏ.

## Canh tác
Việc khai thác thường chia theo khoảnh và hàng. Một số hàng cây bị đốn sẽ được trồng lại, các hàng khác sẽ được đốn trong thời gian khác, luân phiên liên tục. Những khoảnh đất bị đốn sẽ được thanh tẩy, làm sạch đất đai trước khi trồng mới bằng việc đốt cháy lá hay nhánh cây không dùng bị bỏ lại. Việc đốt cũng giống như đốt đồng ruộng. Điều này làm giảm khả năng nhiễm bệnh thực vật, đồng thời cây cỏ bị cháy thành tro cung cấp chất dinh dưỡng cho đợt trồng mới. Thời gian dọn và đốt chủ yếu vào đầu mùa khô, vào khoảng tháng 2, tháng 3. Thời gian trồng tràm lại thường vào các tháng 5-7, và 11-12. Đến năm thứ 3 có thể tiến hành chặt, phát cây bụi, dây leo và tỉa cành cho cây tràm.
Mối đe dọa đối với vườn tràm thường liên quan các hoạt động của con người như cháy, các vườn tràm nằm cạnh các khu rừng lớn dẫn đến khả năng đe dọa cháy lan sang các khu rừng là các khu bảo tồn quan trọng. Các loài sâu ăn lá tràm cũng là nguy cơ lớn đối với người nông dân. Tràm Úc là loài cây được trồng nhiều do giá trị kinh tế cao gấp đôi các giống tràm ta, Targalla delatrix (Gunee), họ Noctuidae, bộ Lepidoptera là loài sâu bệnh đã tàn phá rất nhiều vườn tràm trồng loại tràm Úc này. Có hơn 10 loài sâu hại tràm: xén tóc đục thân, sâu cuốn lá tràm...

## Sử dụng

Tràm sau khai thác, đặt ở bờ kênh chờ vận chuyển

Vườn tràm cung cấp chủ yếu là cây để lấy gỗ, làm giấy, làm ván nhân tạo, dùng trong xây dựng. Loài trồng lấy gỗ chủ yếu là tràm bông trắng, tràm bông vàng, tràm lá rộng, tràm bông đỏ. Phần lớn tràm được dùng làm cọc để gia cố nền đất trong xây dựng nhờ khả năng ưa nước và chịu lực tốt. Chúng cũng được dùng làm củi tràm, than hoạt tính. Ngoài ra, cũng là môi trường sống cho nuôi ong lấy mật.
Tràm cũng được trồng như một nguồn dược liệu, loài phù hợp là tràm năm gân và tràm trà. Một số vườn tràm đã liên kết doanh nghiệp để trồng tràm lấy tinh dầu, sản xuất tinh dầu tràm với nhiều sản phẩm như: dầu khuynh diệp,...Trung tâm Nghiên cứu phát triển, bảo tồn dược liệu Đồng Tháp Mười và Khu Bảo tồn đất ngập nước Láng Sen là hai đơn vị hàng đầu đầu tư trong lĩnh vực tinh dầu tràm.

## Kinh tế
Trong năm 1998, ước tính riêng tỉnh Long An có 36.000 ha tràm, năm 2005 có 69.000 ha; năm 2019 có 25.000 ha, trong đó 70% là của nông dân. Tỉnh Kiên Giang vào năm 2009 có 40.000 ha tràm, bao gồm quyền quản lý của nhà nước và người dân. Tỉnh Hậu Giang có 3.500 ha tràm, trong đó có 1.000 ha tràm của hộ nông dân.
Năm 2014, nông dân trồng tràm có thể đạt doanh thu sau khi trừ chi phí là 80 đến 120 triệu VND/ha vườn tràm. Nhiều hộ nông dân trở nên giàu có nhanh chóng. Trồng tràm Úc có lãi cao gấp đôi so với trồng tràm ta. Tuy nhiên cũng như bao ngành sản xuất nông, lâm, ngư nghiệp, tình trạng biến động thị trường, giá cả lên xuống luôn xảy ra. Ngành trồng tràm đã giúp tạo ra nhiều việc làm tại chỗ, vườn tràm vào các đợt thu hoạch cần thuê người chặt, nhổ, trồng mới, vận chuyển.
Tình trạng thị trường biến động, giá cả thất thường khiến ảnh hưởng đời sống nông dân, có lúc giá cả biến động tới 20 lần, từ doanh thu 70 triệu VND/ha tuột xuống chỉ còn 3 triệu VND/ha. Nhiều người bắt đầu đốn vườn tràm để trồng trọt. Bắt đầu quá trình chuyển đổi cây trồng, người dân chuyển sang trồng các loại hoa màu. Các cây được trồng nhiều nhất là khoai mỡ, khóm, chanh, ớt,... Tỉnh Long An từng được ghi nhận có 60.000 ha tràm thì đã giảm xuống chỉ còn 25.000 ha.
Vườn tràm ngoài việc cung cấp gỗ cũng được kết hợp sử dụng để kinh doanh, chẳng hạn chuyển thành các khu du lịch sinh thái, như vườn tràm Trà Sư ở An Giang; quán ăn - quán nhậu, như vườn tràm Cậu Út tại Sóc Trăng, rộng 1,2 ha dùng phục vụ kinh doanh ẩm thực.

## Vấn đề khác
Một số vườn tràm do người dân quản lý đã phát hiện nhiều bom mìn từ thời chiến tranh nằm sâu trong lòng đất. Điều này đe dọa tính mạng người dân. Ngày 13 tháng 7 năm 2022, tại xã Hải Trường, huyện Hải Lăng, tỉnh Quảng Trị phát hiện tại một vườn tràm trên diện tích chỉ 100 m2, có tổng cộng 80 quả đạn pháo loại 37 mm. Vườn tràm cũng là nơi thường là địa điểm tụ tập của các tệ nạn xã hội như đá gà, cờ bạc.

### Sách
- Bộ nông nghiệp và phát triển nông thôn (2005). Khoa học công nghệ nông nghiệp và phát triển nông thôn: 20 năm đổi mới, Tập 5. NXB Chính trị quốc gia.
- Lê Văn Sỹ (1983). Việt-Nam đất nước giàu đẹp, Tập 2. NXB Sự thật.
- Trần Bạch Đằng (1993). Chung một bóng cờ: về Mặt trận dân tộc giải phóng miền Nam Việt Nam. NXB Chính trị quốc gia.
- Trần Hoàng Diệu, Nguyễn Anh Tuấn, Nguyễn Quang Ân (2005). Địa chí Tiền Giang, Tập 2. Ban tuyên giáo tỉnh ủy Tiền Giang và Trung tâm Unesco thông tin tư liệu lịch sử và văn hóa Việt Nam.{{Chú thích sách}}:  Quản lý CS1: nhiều tên: danh sách tác giả (liên kết)
- Viện sinh thái và tài nguyên sinh vật (VN) (2001). Tài nguyên thực vật có tinh dầu ở Việt Nam, Tập 1. NXB Nông nghiệp.
- Võ Trần Nhã (2003). Lịch sử Đồng Tháp Mười. NXB Thành phố Hồ Chí Minh.